# Gossweilera
Gossweilera  (лат.) — олиготипный род двудольных растений семейства Астровые (Asteraceae). Впервые выделен британским ботаником Спенсером Ле Марчантом Муром в 1908 году.
Род назван в честь Джона Госвайлера, ботаника и коллектора растений.

## Систематика
В состав рода входят два вида растений:
- Gossweilera lanceolata S.Moore
- Gossweilera paludosa S.Moore

## Распространение, общая характеристика
Оба вида являются эндемиками Анголы.
Внешние листочки обёртки короче внутренних. Прицветник соцветия-корзинки пятилепестковый. Венчики цветков розовые.